# Stegodon aurorae
Stegodon aurorae és una espècie extinta de mamífer proboscidi extint de la família dels estegodòntids que visqué a l'Àsia oriental durant el Plistocè inferior, fa entre 600.000 anys i 2 milions d'anys. Se n'han trobat restes fòssils al Japó i, possiblement, Taiwan. És un exemple de nanisme insular: per exemple, es calcula que pesava uns 2.122 kg, és a dir, una quarta part de la massa de S. zdanskyi, un parent seu de l'Àsia continental. Hauria fet gairebé 2 m d'alçada a la creu.